# رسول حمزاتوف
رسول حمزتوف (بالآفارية: ХӀамзатил Расул) (8 سبتمبر 1923 - 3 نوفمبر 2003) شاعر داغستاني، ولد في قرية تسادا في مقاطعة خونزاخ في جمهورية داغستان بجمهورية روسيا السوفيتية الاتحادية الاشتراكية بالاتحاد السوفيتي. وهو ابن الشاعر الداغستاني المشهور حمزة تساداسا نسبة إلى تسادا قريته، أسماه والده باسم رسول تيمنا بالرسول محمد بن عبد الله.
حمزتوف توفي في 3 نوفمبر 2003 في موسكو بعد أن قضى معظم حياته في العاصمة الداغستانية، محج قلعة.
كانت إحدى قصائده قصيدة اللقالق، التي أصبحت أغنية شهيرة في الاتحاد السوفيتي.

## حياته
وُلد حمزاتوف في يوم 8 سبتمبر من عام 1923 في قرية تسادا الآفارية في شمال شرق القوقاز. كان والده، حمزات تسادا، منشد شعرٍ معروف، وريثًا لتقاليد أشعار شعبية غنائية قديمة ما زالت مزدهرة في الجبال. كان في الحادية عشرة عندما نظم أول قصيدة عن مجموعة من الصبية المحليين الذين ركضوا إلى السهل حيث حطت طائرة للمرة الأولى. كان والده الأستاذ الذي علمه فن كتابة الشعر. تحول عدد من قصائده إلى أغان أيضًا، مثل الأيام المشمسة الراحلة.
مُنح حمزاتوف جائزة الدولة السوفيتية في عام 1952، وجائزة لينين في عام 1963، وجائزة بوتيف الدولية في عام 1981.
أُزيح الستار عن نصب تذكاري لحمزاتوف في يوم 6 يوليو من عام 2013 في جادة يوسكي في وسط موسكو.

## تكريماته وجوائزه
- بطل العمل الاشتراكي (27 سبتمبر من عام 1974).
- وسام القديس أندراوس (8 سبتمبر من عام 2003)، لمساهمته البارزة في تطوير الأدب القومي والنشاطات العامة.
- وسام استحقاق الأرض من الدرجة الثالثة (18 أبريل من عام 1999)، لمساهمته البارزة في الثقافة الروسية متعددة القوميات.[5]
- وسام الصداقة بين الشعوب (6 سبتمبر من عام 1993)، لمساهمته البارزة في تطوير الأدب السوفيتي متعدد القوميات والنشاطات الاجتماعية المنتجة.
- وسام لينين أربع مرات.
- وسام ثورة أكتوبر.
- وسام الراية الحمراء للعمل أربع مرات.
- وسام بطرس العظيم.
- وسام سيريل وميتوديوس (بلغاريا).
- جائزة لينين (1963)، لكتاب «النجم العالي».
- جائزة ستالين من الدرجة الثالثة (1952)، مجموعة من القصائد والقصائد «سنة ولادتي».
- جائزة الدولة للجمهوريات السوفيتية، غوركي (1980)، عن قصيدة «اعتني بالأمهات».
- شاعر شعب داغستان.
- جائزة «أفضل شاعر في القرن العشرين» الدولية.
- جائزة الكتاب في آسيا وأفريقيا «لوتس».
- جائزة جاواهارلال نيهرو.
- جائزة فيدروسكي.
- جائزة خريستو بوتيف.
- جائزة شولوخوف الدولية في الفن والأدب.
- جائزة ليرمونتوف.
- جائزة باتير.
- جائزة محمود.
- جائزة ستالسكي سي.
- جائزة تساداسي جي.
- وسام الفروة الذهبية (جورجيا).